# Adelaide International 2025
Adelaide International 2025 a fost un turneu profesionist de tenis din cadrul turneelor din Circuitul ATP 2025 și Circuitul WTA 2025. A fost un turneu de nivel ATP 250 și WTA 500, care s-a jucat pe terenuri hard în aer liber la Memorial Drive Tennis Centre, Adelaide, Australia. Turneul a avut loc între 6 și 11 ianuarie 2025.

## Campioni

### Simplu masculin
Pentru mai multe informații consultați Adelaide International 2025 – Simplu masculin

### Dublu masculin
Pentru mai multe informații consultați Adelaide International 2025 – Dublu masculin

### Simplu feminin
Pentru mai multe informații consultați Adelaide International 2025 – Simplu feminin

### Dublu feminin
Pentru mai multe informații consultați Adelaide International 2025 – Dublu feminin

## Distribuția punctelor și premii în bani

### Distribuția punctelor
| Probă           | C   | F   | SF  | QF  | R16 | R32 | Q   | Q2  | Q1  |
| Simplu masculin | 250 | 165 | 100 | 50  | 25  | 0   | 13  | 7   | 0   |
| Dublu masculin  | 250 | 150 | 90  | 45  | 20  | 0   | N/A | N/A | N/A |
| Simplu feminin  | 500 | 325 | 195 | 108 | 60  | 1   | 25  | 13  | 1   |
| Dublu feminin   | 500 | 325 | 195 | 108 | 1   | N/A | N/A | N/A | N/A |

### Premii în bani
| Probă           | C         | F         | SF       | QF       | R16      | R32      | Q   | Q2      | Q1      |
| Simplu masculin | 103.525 $ | 60.250 $  | 35.480 $ | 20.555 $ | 11.935 $ | 7.295 $  | N/A | 3.650 $ | 1.990 $ |
| Dublu masculin* | 35.570 $  | 18.510 $  | 9.770 $  | 5.450 $  | 2.980 $  | 1.660 $  | N/A | N/A     | N/A     |
| Simplu feminin  | 164.000 $ | 101.000 $ | 59.100 $ | 27.940 $ | 15.170 $ | 10.190 $ | N/A | 7.625 $ | 3.900 $ |
| Dublu feminin * | 54.300 $  | 33.000 $  | 19.160 $ | 9.840 $  | 6.000 $  | N/A      | N/A | N/A     | N/A     |

*per echipă